# Festuca circummediterranea
Festuca circummediterranea är en gräsart som beskrevs av Erwin Patzke. Festuca circummediterranea ingår i släktet svinglar, och familjen gräs. Inga underarter finns listade i Catalogue of Life.